# Desmoscolex oligochaetus
Desmoscolex oligochaetus är en rundmaskart som först beskrevs av Steiner 1916.  Desmoscolex oligochaetus ingår i släktet Desmoscolex och familjen Desmoscolecidae. Inga underarter finns listade i Catalogue of Life.